# Ryosuke Kawanabe
Ryosuke Kawanabe (川鍋 良祐 Kawanabe Ryosuke?), född 26 februari 1986 i Saitama prefektur, är en japansk fotbollsspelare.
Kawanabe började sin karriär 2008 i Tochigi SC. Efter Tochigi SC spelade han för Giravanz Kitakyushu, Matsumoto Yamaga FC, AC Nagano Parceiro och Gainare Tottori.